# Оніщенко Олена Ігорівна
Олена Ігорівна Оніщенко (14 серпня 1966, Київ) — українська науковиця-філософ, мистецтвознавиця. Доктор філософських наук (2002), професор (2004). Заслужений діяч науки і техніки України (2009).

## З життєпису
Народилася в родині службовців.
Закінчила кафедру кінознавства Київського державного інституту театрального мистецтва імені Івана Карпенка-Карого (1989) та аспірантуру при ньому (1992). З 1996 р. викладає в цьому інституті. З 2005 року — завідувачка кафедри суспільних наук.
Захистила кандидатську дисертацію на тему: «Творча спадщина О. П. Довженка. Естетико-мистецтвознавчі аспекти» (1993).
Доктор філософських наук. Тема докторської дисертації: «Художня творчість у контексті гуманітарного знання» (2002).
Заслужений діяч науки і техніки України (2009)
Авторка книг:
- Оніщенко О. І. Естетика: Підручник для студентів гуманітарних спеціальностей вищих навчальних закладів (у співав. — Л. Т. Левчук, В. І. Панченко, Д. Ю. Кучерюк) — К.: Вища шк., 2005. — 431 с.
- Художня творчість: проект некласичної естетики / Акад. мистецтв України. — К., 2008. — 232 с. ; 21 см. — ISBN 978-966-2241-03-7

Автор статей з питань кіномистецтва у збірниках і періодичній пресі.
Чоловік — культуролог, державний діяч Тимофій Кохан (нар. 1965).